# Echinorhynchus amphipacus
Echinorhynchus amphipacus är en hakmaskart som beskrevs av Westrumb 1821. Echinorhynchus amphipacus ingår i släktet Echinorhynchus och familjen Oligacanthorhynchidae. Inga underarter finns listade i Catalogue of Life.